# Universidade Estadual de Ciências da Saúde de Alagoas
A Universidade Estadual de Ciências da Saúde de Alagoas (UNCISAL) é uma instituição de ensino superior pública, localizada na cidade de Maceió, capital do estado de Alagoas. É sucessora da Escola de Ciências Médicas de Alagoas (ECMAL). Possui treze cursos de graduação em funcionamento: bacharelados em Enfermagem, Fisioterapia, Fonoaudiologia, Medicina e Terapia Ocupacional; licenciaturas em Educação Física, Física e Matemática; e superiores de tecnologia em Alimentos, Gestão Hospitalar, Radiologia, Segurança no Trabalho e Sistemas para Internet.

## História
A história tem início em 1968, com a criação do curso de Medicina da Escola de Ciências Médicas (ECMAL). Em 1975, a criação da Fundação Governador Lamenha Filho (FUNGLAF) surge para ser entidade mantenedora da ECMAL e incorpora à sua estrutura o Hospital Dr. José Carneiro, a Unidade de Emergência Dr. Armando Lages e o Centro de Hemoterapia e Hematologia de Alagoas.
A FUNGLAF e sua estrutura de assistência, somada à estrutura de educação superior, passariam a congregar o complexo docente assistencial para a educação médica.
A partir de 1977, FUNGLAF e ECMAL consolidam-se como instituição universitária, pluridisciplinar, criando cursos de pós-graduação (especialização), implementando a pesquisa, a extensão e se vinculando às necessidades regionais.
Com a reestruturação do sistema de educação superior de Alagoas, criou-se a Fundação Universitária de Ciências da Saúde de Alagoas. Em 1995, a Secretaria de Educação do Estado de Alagoas homologa a criação dos cursos Fisioterapia, Fonoaudiologia, e Terapia Ocupacional.
Cinco anos após a abertura dos novos cursos, em 2000, ocorre a extinção da FUNGLAF, surgindo a Fundação Universitária de Ciências da Saúde de Alagoas - UNCISAL, tendo como órgãos de apoio (ou unidades assistenciais) os Hospitais Escola Dr. José Carneiro, Dr. Hélvio Auto (HEHA), Maternidade Escola Santa Mônica (MESM) e o Centro de Desenvolvimento de Recursos Humanos em Saúde de Alagoas, hoje Escola Técnica de Saúde Professora Valéria Hora (ETSAL).
Em 2005, após visita de avaliadores externos e devida homologação de Parecer pelo Conselho Estadual de Educação de Alagoas, a UNCISAL passa à condição de Universidade.

### Algumas Datas
- 1963 - Criação do Hospital Dr. José Carneiro mantido pala FASA (Fundação Alagoana de Saúde e Assistência). O Dr. José Carneiro era médico e intendente da prefeitura.
- 1968 – Criação da Escola de Ciências Médicas de Alagoas (ECMAL) e do Curso de Medicina no dia 2 de Maio (data que dá nome ao Diretório Acadêmico deste curso), auxiliada por uma comissão composta pelos Professores Ib Gatto Falcão, José Damasceno Lima e Nabuco Lopes.
- 1970 - Primeiro vestibular para a Escola de Ciências Médicas de Alagoas (ECMAL). Foi a terceira turma, as duas primeiras (1968 e 1969) foram formados por excedentes do vestibular da Faculdade de Medicina da Universidade Federal de Alagoas (UFAL).
- 1973 - Formatura da primeira turma de Medicina. Turma Senador Tarso Dutra. Paraninfo: Prof. Ib Gatto Falcão. Patrono: Ex-Governador Lamenha Filho. Placa_de_formatura_(1973)
- 1974 – O Decreto 73.754 do D.O.U. reconhece o Curso de Medicina, no dia 6 de Março.
- 1975 - Surge a FUNGLAF (Fundação Governador Lamenha Filho) como mantenedora da ECMAL e incorpora outras unidades de saúde Hospital Dr. José Carneiro, Hemocentro de Alagoas (HEMOAL) e a Unidade de Emergência Dr. Armando Lages.
- 1977 - FUNGLAF e ECMAL consolidam-se como instituição universitária.
- 1995 - Homologação dos Cursos de Fisioterapia, Fonoaudiologia e Terapia Ocupacional.
- 2000 - O governador Ronaldo Lessa extingue a FUNGLAF, criando a Fundação Universitária de Ciências da Saúde de Alagoas - UNCISAL.
- 2002 – A Portaria N° 116/2002 publicada no D.O.U. reconhece o curso de Fonoaudiologia.

- 2003 – O D.O.U. publica a portaria N°21/2003 que reconhece o curso de Fisioterapia. - O Curso de Terapia Ocupacional é reconhecido pela portaria N°20 publicada no D.O.U.
- 2005 – Elaboração do Plano de Desenvolvimento Institucional - Criação da Universidade Estadual de Ciências da Saúde de Alagoas.

- 2017 – O Curso de Medicina teve a melhor avaliação entre as faculdades médicas de Alagoas, destacando-se entre os melhores resultados do país através do Anasem.

### Missão da UNCISAL
Desenvolver atividades integradas de ensino, pesquisa, extensão e  assistência,  produzindo  e  socializando  conhecimento para a formação de profissionais aptos a implementar e gerir ações que promovam  o  desenvolvimento  sustentável,  atendendo  às  demandas  da sociedade alagoana.

### Visão 2024
Ser reconhecida pela sociedade alagoana como referência de qualidade no ensino, pesquisa, extensão e assistência.

### Valores
1. Integração ensino-serviço
Propiciar a integração e a cooperação entre as Unidades Acadêmicas, Assistenciais e de Apoio Assistencial.
2. Respeito à integralidade do ser
Garantir atenção integral às pessoas para a melhoria contínua das relações de trabalho, de assistência e de formação.
3. Gestão pública sustentável
Praticar a gestão pública pela excelência, com foco em resultados, visando a sustentabilidade social, cultural, ambiental e econômica, utilizando estratégias inovadoras.
4. Transparência
Dar visibilidade aos atos administrativos e acadêmicos.
5. Ética
Desenvolver as atividades de ensino, pesquisa, extensão, gestão e assistência, obedecendo aos princípios da legalidade, impessoalidade, moralidade, publicidade e eficiência.

## Serviços de Assistência à Saúde

### Hospitais
- Hospital Escola Helvio Auto (HEHA)
- Maternidade Escola Santa Mônica (MESM)
- Hospital Escola Portugal Ramalho (HEPR)

### Laboratórios
- Centro de Patologia e Medicina Laboratorial (CPML)

### Clínicas
- Clínica Escola de Fonoaudiologia Prof. Jurandir Boia Rocha
- Clínica Escola de Fisioterapia  – Professora Delza Gitaí
- Clínica Escola de Terapia Ocupacional
- Ambulatório de Especialidades Médicas (AMBESP)

### Serviços
- Serviço de Verificação de Óbito (SVO)